# أيمن بن الهميسع
أيمن بن الهمسيع بن حمير بن سبأ بن يشجب بن يعرب بن قحطان. هو ابن الهميسع بن حمير أحد تبابعة اليمن وملوكها، حكم اليمن بعد أبيه.

## حكمه
تولى الحكم بعد أبيه فقال في قصيدته واصفاً تتابع الحكم فيهم
| أبى المُلكُ إلا أن يكونَ وليُّهُ  |  | ومالِكُهُ بعدَ الهميسعِ أيمنُ     |
| وأن يتلقَّاهُ زُهيرٌ وراثةً       |  | وللتِّبرِ في مبسوطةِ الأرضِ معدنُ |
| قد استوطنَ المُلكَ الأثيلَ محلُّهُ |  | وللجذر أغصان وللملك موطنُ    |
| أرى لزُهيرٍ أذعنَ الناسُ كلُّهمْ   |  | كما لأبيهِ أو لِجدَّيهِ أذعنُوا   |

وكان حاكماً عادلاً حافظاً لوصية جدهِ التي وصاها لأبوه فقال فيه عمه مالك بن حمير في قصيدته
| نطيعُ ولا نعصي أخانا الهميسعا |  | وأيمنَ ما غنَّى الحمامُ وسَجَّعا      |
| لقد سادَ أملاكَ البلادِ هميسعٌ   |  | وما كَملتْ خمساً سنوهُ وأَربعا      |
| وأيمنُ شِمنا فيهِ ما في هميسعٍ   |  | ربَتْهُ بنو هُودٍ فطيماً ومرضعا      |
| فوالله لا ينفكُّ يجمعُ أمرنا    |  | على ما عليهِ الرأيُ والأمرُ أجمعا |
| ونُوصي بَنِينا أن تكونَ جموعُهُمْ   |  | لأيمنَ ما عاشُوا وما عاشَ تُبَّعا    |

فتولى بعد أيمن بن الهميسع الحكم ابنه زُهير بن أيمن كما وصفت القصيدة ذلك.

## ذريته
أنجب أيمن زُهير وانتشرت منه قبائل حميريه ومنها:
- يافع اليافعي بن قاول بن قاصد بن يريم ذورعين
- وصاب
- العوالق
- سيبان السيباني
- بنو هدوان بن يسرة[2] من ذو رعين الأكبر[3]
- الأملوك المليكي بن شرحبيل بن وائل بن الغوث بن أيمن
- العودي وهم من نسل تبابعة ريدان
- المشاجر نسبةً إلى جرش بن أسلم بن زيد الغوث بن سعد بن عوف بن عدي بن مالك بن زيد بن سدد بن زرعه حمير الأصغر بن سبأ الأصغر بن كعب بن سهل بن زيد بن عمرو بن قيس بن معاوية بن جشم بن عبد شمس بن وائل بن الغوث بن حيدان بن قطن بن عريب بن زهير بن أيمن بن الهمسيع بن حمير بن سبأ بن يشجب بن يعرب بن قحطان بن هود [4]
- المراشدة من سيبان
- الخامعة من سيبان
- الخنابشة من سيبان
- ردمان بن الغوث بن أيمن بن الهَمَيسع بن حِمير[5]